# Eurythmus bryophiloides
Eurythmus bryophiloides är en fjärilsart som beskrevs av Butler 1886. Eurythmus bryophiloides ingår i släktet Eurythmus och familjen nattflyn. Inga underarter finns listade i Catalogue of Life.